# 장영준 (언어학자)
장영준(張榮俊, 1964년 1월 3일 ~ )은 대한민국의 언어학자 겸 저술가이다. 하버드 대학교에서 언어학 박사 학위를 취득한 후, 1997년부터 2014년까지 중앙대학교 영어영문학과 교수로, 2014년부터 2016년까지 러시아 북동연방대학교(Северо-Восточный федеральный университет)에서 근무한 바 있다. 제주 영어교육도시에 기여하였고, 다양한 책을 저술 및 번역하였다. 관심 연구분야는 통사론, 언어습득, 비교 언어학, 언어유형학 등이다.

장영준은 생성문법의 아버지인 촘스키의 제자로도 유명하다. 하버드 대학교에서 박사 논문 집필 당시 논문 심사 교수 중 한 명이 촘스키였고, 이를 계기로 국내에 '촘스키의 제자'로 이름을 알리게 되었다. 특히 장영준의 1997년 논문 《Minimal Feature-movement》는 촘스키 통사론의 최신 경향인 최소주의를 가장 잘 설명한 논문 가운데 하나이다. 2000년 초 동아일보에서 진행한 '촘스키와의 새천년 대담'은 장영준과 촘스키의 대담으로 이루어졌다. 뿐만 아니라 촘스키의 저서를 번역하고, 촘스키의 사상과 촘스키 언어학의 개념과 관련하여 다양한 글을 기고했다.

## 생애

### 어린 시절
장영준은 1964년 강원도 홍천에서 빈농의 아들로 태어났다. 어릴 적부터 공부에 두각을 나타내어, 중.고교 시절부터는 인근 교육도시인 춘천에서 장학금을 받으며 공부하였다. 고교 진학 후 서울로 유학할 결심을 세웠으나 집안 사정과 주위 환경으로 인해 좌절되었다. 이에 따라 어린 장영준은 1981년 3월, 부모님 몰래 학교를 자퇴하고 홀로 상경하기로 결심하였다.
장영준은 가출 후 낮에는 파출소의 사환(경찰들의 잔심부름을 하는 직책)으로 일하며 밤에는 공부를 했다. 1981년 7월에 대입검정고시에 합격하고 곧장 11월에  대학입학 학력고사를 치렀다. 검정고시 합격 후 학력고사를 보기까지의 시간이 부족했고, 당시 학력고사는 많은 학습량을 요구하는 시험이었기 때문에 장영준은 공부방 의자에서 쪽잠을 자며 대부분의 시간을 공부에 몰입했다. 특히, 잠자리에 들면 다음날 아침에 일어나지 못할까봐 제대로 잘 수 없었다고 한다. 학력고사 시험이 끝난 후에야 비로소 잠을 잘 수 있었는데, 일어나보니 3일이 지나 있었다고 한다.

### 영어학을 선택하다
고려대학교 영어영문과에 진학한 장영준은 자신의 영어실력이 턱없이 부족함을 느꼈다. 문장의 해석이 안 되어서 번역본을 달달 외워서 시험을 보았으나, 나중에는 공부 분량이 많아지고 번역본이 2개 존재하는 등의 경우도 생겨서 많이 버거웠다고 고백했다. 영어와 언어를 좋아하기는 했으나, 문학을 공부하기가 힘이 든 까닭에 고학년 때에는 전공을 포기하고 취업과 고시 등을 생각해 보았고, 실제로 사법고시와 외무고시를 준비하였으나 적성에 맞지 않는다는 사실을 깨닫고 대학원에 진학한다.
대학원에 진학한 이후 장영준은 영문학이 아닌 어학을 공부한다. 그러나 석사학위과정을 진행하는 도중에 교수들이 가르치는 내용의 진부함을 깨닫고, 새로운 것을 배우고 싶다는 생각을 한다. 때마침 1988년 해외여행자유화에 힘입어, 동기들이 유학을 결심했고 장영준도 이에 따라 유학을 생각한다. 당시 장영준은 고려대학교 박사학위 과정에 재학중이었으나, 해외 대학으로의 유학을 결심하게 되고, 이에 따라 고려대학교 박사논문은 쓰지 않고 박사과정을 수료하였다. 당시 대부분의 사람들은 유학원을 통해 유학준비를 하였으나, 장영준은 "힘들게 번 돈을 그냥 유학원에 바칠 수는 없고 생각했다. 혼자 원서를 넣고 안 되면 차라리 배추장사를 하겠다"는 심정으로 하버드에 직접 원서를 넣었다.

### 하버드 유학
1992년부터 1996년까지 장영준은 하버드에서 구노 스스무의 지도로 언어학을 공부했다. 통사론 전반에서 선형성(linearity)을 일절 부정하는 촘스키와 달리, 구노 스스무는 문장의 통사구조에서 문장요소가 등장하는 선후관계와 문장요소 간 원근관계에 주목하는 기능문법론(Functional sentence perspective)을 제창했다. 장영준 역시 스스무의 영향으로, 문장 요소 간의 선후 관계가 문법성을 결정하는 요소라고 주장한다는 점에서 노엄 촘스키의 관점과는 전반적으로 다른 관점을 가지게 된 것으로 알려져 있다. 촘스키가 형식주의자라면, 구노는 기능주의자란 커다란 차이가 있는데, 장영준은 이 두가지 이론틀을 학습했다고 할 수 있다.
장영준의 박사논문 심사 교수 중에는 촘스키가 있었다. 장영준은 박사 논문 집필 중 촘스키와 정기적으로 만나 지도를 받았고 특히 촘스키의 학문적 공격으로부터 자신의 이론을 방어해내었다. 하버드 언어학 박사 논문 심사는, 대상자가 논문에서 제기한 이론에 대해 심사 교수들이 공격을 하고 그것을 대상자가 방어를 하는 방식으로 진행되는데 현대 영어통사론의 아버지 촘스키의 공격으로부터 자신의 이론을 방어해냈다는 점에서 의미가 있다.

### 중앙대학교 시절
장영준은 하버드 대학교 언어학과 박사과정을 졸업한 후 1997년 중앙대학교에 임용되었다. 장영준은 이곳에서 강의를 하며 틈틈이 언어학 서적 및 교양 서적들을 번역하여 대중에게 소개하였고, 특히 자신의 전공분야인 통사론 이외의 전반적인 영어교육에도 관심을 보였다. 이러한 관심사의 일환으로 여러 차례 대학수학능력시험 및 모의고사 출제위원으로 발탁되어 문제를 출제하거나 검토하였다.
장영준이 중앙대학교에서 강의하였던 과목들은 영어사와 영어구문론의 기초 그리고 영어통사론이었다. 강의 이외에도 언론매체부장직을 맡았다. 중앙대학교에서는 장영준에 대한 지원의 일환으로 기존의 영어통사론 단일과목을 영어구문론의기초와 영어통사론으로 분할하였고, 이 커리큘럼은 현재까지 유지되고 있다.
장영준은 2014년까지 중앙대학교에 재직하였고, 중앙대 재학생 성추행 파문으로 인해 성평등 위원회로부터 징계를 받은 후 스스로 사직한 이후 소속을 러시아로 옮긴다.
당시 성추행 피해 학생은 정신병원에 강제입원 될 정도로 정신적 피해를 입었으나 장영준 교수는 중앙대 성평등 위원회로부터 징계 처분을 받았음에도 불구하고 다음 학기까지 계속 수업을 이어가 이에 대한 언론의 비판이 있었다.

#### 영어교육에 대한 관심
2006년 2월부터 장영준은 어린이 학습 만화 <그램그램 영문법 원정대>를 기획한다. 장영준은 "명색이 영문과 교수인데, 자신의 아들은 영어에 관심이 없고 영어를 어려워한다"는 사실에 통탄했다. 그래서 판타지 모험 이야기를 보면서 자연스럽게 영문법을 배울 수 있도록 어린이를 위한 영어교육 책을 쓰는 데 관심을 가지게 되었다. 이렇게 탄생한 <그램그램> 시리즈는 2006년 2월 처음 출시된 이후 182주 동안 어린이 영어 부문 연속 1위를 차지한 초대형 베스트 셀러로 자리매김하게 된다. 또한 이 시리즈는 만화책임에도 불구하고 한국간행물윤리위원회 청소년권장도서에 선정되었고 2011년 대한민국 교육브랜드 대상을 수상하였다. 중국, 대만, 태국 등에서도 판권 계약을 통해 출간되었다.
2008년 10월 2일에는 영어교육도시의 운영방향과 우수교사 확보방안 등 기본 틀을 마련하는 데 적극 기여했고, 영어교육도시의 성공적 운영에 필요한 제도개선책을 발굴하고 제안해 정부의 기본방안 개선안에 반영되게 한 공로로, 민병철등과 함께 제주특별자치도에서 명예제주도민증을 받았다.

### 중앙대 이후
2015년부터 러시아 야쿠츠크 시 소재 북동연방대학교에서 강의했다. 대학원에서 언어학과 영어를 가르쳤으며 부정기적 세미나에서 알타이어 관련 연구결과를 발표했다. 현지의 알타이어 관련 학자들과 교류를 하였으며 이를 학문적으로 승화시키기 위해 언어학 및 알타이어 지역학회를 조직하는 데 참여했다.
2015년 봄학기에는 북동연방대학교 국제학 교실의 모듈 3: 인문 부문(Модуль 3: Человеческое измерение)에서 강의하였다. 또한, 2015년 10월 24일 개최된 제2회 언어학 및 알타이어학 지역 학술대회(The 2nd Regional Conference on Linguistics and Altaic Studies)에서는 북동연방대학교 언어학과 소속으로 학회발표를 했다.
알타이어 계통의 언어 중 하나인 야쿠트어에 대한 연구를 수행하였고, 그 결과를 제 12차 Workshop on Altaic Formal Linguistics (WAFL) (Central Conneticult State University)에서 발표하였고, SCOPUS 등재지인 <언어연구>를 비롯한 학술지들에 게재하였다. 특히 야쿠트어의 역사적 변화를 천착한 파켄도르프의 연구성과를 소개하고 현태 야쿠트어의 음운현상, 통사현상에 대한 연구를 수행하였다.
2016년 12월부터 대치동 소재의 입시학원인 현덕학원에서 영어를 강의하였다. 그러나 2018년 현재, 그만둔 것으로 파악된다.

## 미술 애호가 장영준
장영준은 언어학과 영어학을 전공했으나 미술(회화)에 대한 조예가 깊다. 장영준 교수의 연구실은 여느 교수들의 공간과 같이 책으로 가득 차 있으나, 한편으로는 비너스 조각상이나 벽에 걸려 있는 유화, 그리고 미술 관련 서적들이 책꽂이 곳곳에 꽂혀있는 것 등이 장영준의 미술적 관심을 대변한다. 장영준은 어렸을 때부터 그림 그리는 것을 좋아하고, 미술 대회에 나가서 상을 받기도 했으나, 집안 형편이 좋지 않아 화가가 될 수 없었다.
장영준은 유화를 중심으로 작품 생산을 하고 있으며, 2002년에는 전시회를 연 일요화가이기도 하다. 장영준은 대체로 인물화, 그 중에서도 어린이를 많이 그리고, 좋아하는 화가는 고흐나 고갱, 클림트이다. 러시아 표현주의 화가인 말레비치의 작품도 좋아한다. 그러나 사실 미술계에서 장영준의 이름이 알리게 된 계기는 작품 때문이라기보다는 구스타브 클림트의 그림 <프레드릭 마리아의 초상> (Portrait of Frederike Maria Beer)의 배경에 등장하는 인물상이 대한민국의 도자기에서 모티브를 따온 것이란 사실을 알아내면서였다.

## 논쟁과 논란

### 장영준 vs 김성도 설전
2006년에 촘스키 언어 이론의 타당성을 둘러싸고, 페르디낭 드 소쉬르 전공자인 고려대학교 김성도 교수와 장영준 교수 간 교수신문 지면 논쟁이 있었다.
김성도 교수는 2006년 6월, 교수신문 401호를 통해 촘스키 이론의 과대평가를 경계하는 칼럼을 냈고, 이에 대해 장영준 교수가 반론을 제기했다. 김성도 교수는 장영준 교수의 반박에 재반박을 했다.
교수신문 401호에서 김성도 교수는, 촘스키 언어이론이 과학적으로 증명되기 어려우며, 상대의 비판에 귀기울이지 않는 독단으로 흐르고 있다고 강도 높은 비난을 했다. 구체적으로 김 교수는 "언어학 분야에서의 촘스키의 업적은 희소하고, 위대한 창조적 정신의 업적이라기보다는 전형적인 상아탑의 ‘해킹’의 생산물"이라고 주장하며, "촘스키 이론의 진화는 [...] 거의 예외 없이 극도의 복잡화와 추상화를 보여주고, 이어서 모순이 동반되고, 작은 과학적 ‘아노말리’와 파란들을 일으키면서 다시 해명에 나서고 침체기로 접어드는 패턴을 반복하였다."며 현대 언어학의 주류인 생성문법 자체를 조롱하고 노엄 촘스키를 "학문적으로 윤리적으로 결정적 문제점을 노출한 이력의 소유자이면서도 너무나 과도한 지적 영향력을 행사해 온 인물"로 비하했다.
그러나 장영준 교수는 동 신문 402호에서, 김성도 교수의 비판 자체를 수용하고 촘스키에 대한 무비판적 찬양을 경계해야 한다는 점에도 공감하면서도, 촘스키라는 자연인과 이론에 대한 언어적 독살(독설)과 무지에서 나오는 무책임한 비판을 자제할 것을 요청하였다. 더 나아가 촘스키 이론이 현대 언어학의 주류를 이루게 된 것은 이론의 우수성에 기인하였음을 주장했다. 더 나아가, 촘스키 이론이 극도로 복잡하고 추상적이라는 김성도 교수의 비판에 대해서는, "옳은 것이라면 그것이 아무리 복잡하더라도 옳은 것은 옳은 것이다"라며 일축했다.
이에 김성도 교수는, "(촘스키가) 20세기의 인지과학 혁명을 촉발시킨 사유의 원천이라는 점을 분명히 인정한다. 기실, 그가 제기한 세 가지 언어학의 과제, 언어의 기원, 언어 능력, 그리고 언어의 사용은 언어 연구의 본령이요, 정수라 해도 과언이 아니"라고 생각한다며 논쟁을 마무리짓는다. 하지만 김성도 교수는 자신의 의도를 장 교수가 몰라주었으며 사실 장 교수와 대부분의 사람들이 깨닫지 못하는 암묵적 의도가 있었음을 주장하였다.

### 언론매체부 주간
2009년 11월 25일 당시 중앙대학교 언론매체부장을 맡고 있던 장영준 교수는, 두산의 중앙대학교 인수 이후 교내 민주주의 퇴보를 지적하며 학교측을 비판하는 만화를 개제한 중앙대 교지 <중앙문화> 58호를 학교 내에서 회수조치하였다. 그러나 언론매체부장으로서 학생들과의 갈등을 피할 수 없다는 데 대한 자괴감으로 임기 1년을 남기고 언론매체부장직에서 사퇴한 후, 평교수로서 연구와 교육에만 매진하였다.

## 학력
- 1992-1997 하버드 대학교 언어학 박사 (학위논문: <Tense and complementizer feature-checking>)[1]
- 1988-1991 고려대학교 영어학 박사과정 수료
- 1986-1988 고려대학교 영어학 석사 (학위논문: <英語節의 主題 및 主題構造體系에 관한 統辭的 硏究>)
- 1982-1986 고려대학교 영어영문학 학사

## 저서와 역서

### 저서

#### 언어학 관련
- 《부정과 부정어》(공저) (2005) ISBN 978-89-5726-297-9
- 《영어형태론》(2003) ISBN 978-89-7207-147-1
- 《허사총론》(공저)(2003) ISBN 978-89-8410-219-4
- 《응용언어학 사전》(공저) (2001) ISBN 978-89-8919-117-9
- 《한국어 통사구조 새로보기》(2000) ISBN 978-89-7878-413-9

#### 대중 교양 도서
- 《언어학 101》(2014) ISBN 978-89-6817-158-1 (《언어의 비밀》(1999) 개정판)
- 《품격을 높이는 우리말》(공저) (2013) ISBN 978-89-5094-821-4
- 《안녕, 마그레브 : 장영준의 북아프리카 기행》(2010) ISBN 978-89-8120-438-9
- 《언어 속으로 : 장영준의 우리말 산책》(2005) ISBN 978-89-5966-006-3
- 《뫼비우스의 꿈 : 디지털 시대의 언어와 미술》(2003) ISBN 978-89-7626-862-4
- 《한국어가 사라진다면(2023년, 영어 식민지 대한민국을 가다)》(공저) (2003) ISBN 978-89-8431-105-3
- 《언어의 비밀》(1999) ISBN 978-89-7735-653-5

#### 어린이 청소년 교양 도서
- 《그램 그램 영문법 원정대 (시리즈 20권)》(2014) ISBN 978-89-6435-492-6
- 《그램 그램 영단어 원정대 (시리즈 12권)》(2014) ISBN 978-89-6435-709-5
- 《MT 영어영문학》(2008) ISBN 978-89-9391-275-3

### 역서
- 《글쓰기의 요소》(2016) ISBN 1155810791
- 《인류학자가 쓴 언어학개론》(2012) ISBN 978-89-5832-272-6
- 《초보자를 위한 언어학개론》(2007) ISBN 978-89-5832-316-7
- 《평행과 역설》(2003) ISBN 978-89-8498-265-9
- 《영어에 관한 21가지 오해》ISBN 978-89-3480-605-9
- 《최소주의 언어이론》(2001) ISBN 978-89-7735-868-3
- 《불량국가》(2001) ISBN 978-89-7443-049-8
- 《번역과 번역하기》(2000) ISBN 9788976414168
- 《촘스키 끝없는 도전》(1999) ISBN 978-89-7682-044-0

## 상훈
- 상범학술상(2003)
- 재미한인장학생 선발(1995)